# Lloyd Jones
Pour les articles homonymes, voir Jones.
Lloyd Jones (né le 1er août 1988 à Cardiff dans le Pays de Galles), est un danseur sur glace britannique et français de danse sur glace. Il a eu trois partenaires principales successives : Leigh Rogers (2005-2008), Danielle Bennett (2008-2009) et Pernelle Carron (depuis 2009).

## Biographie

### Carrière sportive pour le Royaume-Uni (2005-2009)
Lloyd Jones est un patineur britannique originaire du Pays de Galles. Au niveau junior, il commence à patiner avec Leigh Rogers pendant trois saisons (de 2005 à 2008). Le couple formé s'entraîne avec Karen Quinn à Londres. Ensemble ils vont devenir double champion junior de Grande-Bretagne (2006 et 2007) et participent à deux championnats du monde junior en 2006 à Ljubljana et en 2007 à Oberstdorf. Ils se séparent à l'issue de la saison 2007/2008.
Lloyd Jones patine ensuite avec Danielle Bennett pour la saison 2008/2009. Ils deviennent vice-champion junior de Grande-Bretagne en 2009. Ils se séparent ensuite rapidement.

### Carrière sportive pour la France (2009-2014)
- En 2009, Lloyd Jones rejoint le club de danse sur glace de Lyon en France pour trouver une nouvelle partenaire. Il travaille un moment avec Élodie Brouiller, et y fait la connaissance de Pernelle Carron.

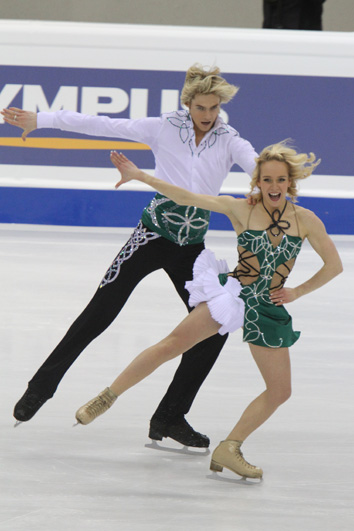
Aux championnats du monde 2010

- Le nouveau couple formé patine pour la France à partir de la saison 2009/2010. Pour leur première saison ensemble, ils prennent la 9e place du Trophée Bompard en octobre 2009. Deux mois plus tard, ils deviennent champions de France 2010 à Marseille, en l'absence des deux grands couples français de l'époque, Isabelle Delobel / Olivier Schoenfelder et Nathalie Péchalat / Fabian Bourzat. Ils sont sélectionnés par la FFSG (Fédération française des sports de glace) pour patiner aux Championnats d'Europe de janvier 2010 à Tallinn où ils se classent 12e. Ils ne participent pas aux Jeux olympiques d'hiver de février 2010 à Vancouver, mais se rendent aux Championnats du monde de mars 2010 à Turin où ils prennent la 12e place.

- En 2010/2011, ils patinent à deux compétitions automnales du Grand Prix ISU ; le Skate Canada en octobre (5e) et le Trophée Bompard en novembre (4e). Le mois suivant ils perdent leur titre de champion de France à Tours au profit de Nathalie Péchalat & Fabian Bourzat, et doivent se contenter de la 2e place. Aux Championnats d'Europe de janvier 2011 à Berne, ils progressent à la 9e place européenne, et terminent à la 12e place mondiale lors des Championnats du monde d'avril 2011 à Moscou.

- En 2011/2012, ils patinent à deux compétitions du Grand Prix ISU en novembre. Ils obtiennent d'abord la médaille de bronze à la Coupe de Chine puis la 6e place de la Coupe de Russie. En décembre, ils conservent leur médaille d'argent des championnats nationaux, organisés à Dammarie-lès-Lys. Ils prennent ensuite la 7e place continentale aux championnats d'Europe de janvier 2012 à Sheffield. Deux mois plus tard, ils sont sous notés par les juges qui les mettent 21e du programme court des Championnats du monde de mars 2012 à Nice, ce qui les empêche de pouvoir patiner leur programme libre. Ils perdent neuf places mondiales par rapport à la saison précédente !

- En 2012/2013, ils commencent leur saison par le Skate Canada en octobre (7e) puis le Trophée Bompard en novembre (8e). Le mois suivant, ils conservent leur médaille d'argent aux championnats de France élites à Strasbourg. Aux championnats d'Europe de janvier 2013 à Zagreb, ils rétrogradent de trois places dans le classement continental en prenant la 10e place. Aux championnats du monde de mars 2013 à London, ils retrouvent leur 12e place mondiale qu'ils avaient déjà obtenu en 2010 et 2011.

## Palmarès

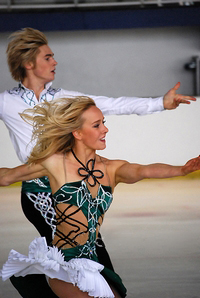
Lloyd Jones & Pernelle Carron aux masters 2009

Avec trois partenaires différentes: 
- Leigh Rogers (3 saisons : 2005-2008)
- Danielle Bennett (1 saison : 2008-2009)
- Pernelle Carron (5 saisons : 2009-2014)

| Compétition                   | 2006    | 2007    | 2008    |  | 2009    |  | 2010    | 2011    | 2012    | 2013    | 2014    |  |  |  |
| Jeux olympiques d'hiver       |         |         |         |  |         |  |         |         |         |         | 15e     |  |  |  |
| Championnats du monde         |         |         |         |  |         |  | 12e     | 12e     | 21e     | 12e     |         |  |  |  |
| Championnats d'Europe         |         |         |         |  |         |  | 12e     | 9e      | 7e      | 10e     | 13e     |  |  |  |
| Championnats de France        |         |         |         |  |         |  | 1er     | 2e      | 2e      | 2e      |         |  |  |  |
| Championnats du monde juniors | 20e     | 17e     |         |  |         |  |         |         |         |         |         |  |  |  |
|                               |         |         |         |  |         |  |         |         |         |         |         |  |  |  |
| Grand Prix ISU                | 2005/06 | 2006/07 | 2007/08 |  | 2008/09 |  | 2009/10 | 2010/11 | 2011/12 | 2012/13 | 2013/14 |  |  |  |
| Skate America                 |         |         |         |  |         |  |         |         |         |         | 6e      |  |  |  |
| Skate Canada                  |         |         |         |  |         |  |         | 5e      |         | 7e      |         |  |  |  |
| Coupe de Chine                |         |         |         |  |         |  |         |         | 3e      |         | 4e      |  |  |  |
| Trophée de France             |         |         |         |  |         |  | 9e      | 4e      |         | 8e      |         |  |  |  |
| Coupe de Russie               |         |         |         |  |         |  |         |         | 6e      |         |         |  |  |  |
| Légende : F = Forfait         |         |         |         |  |         |  |         |         |         |         |         |  |  |  |